# Улавливающий тупик

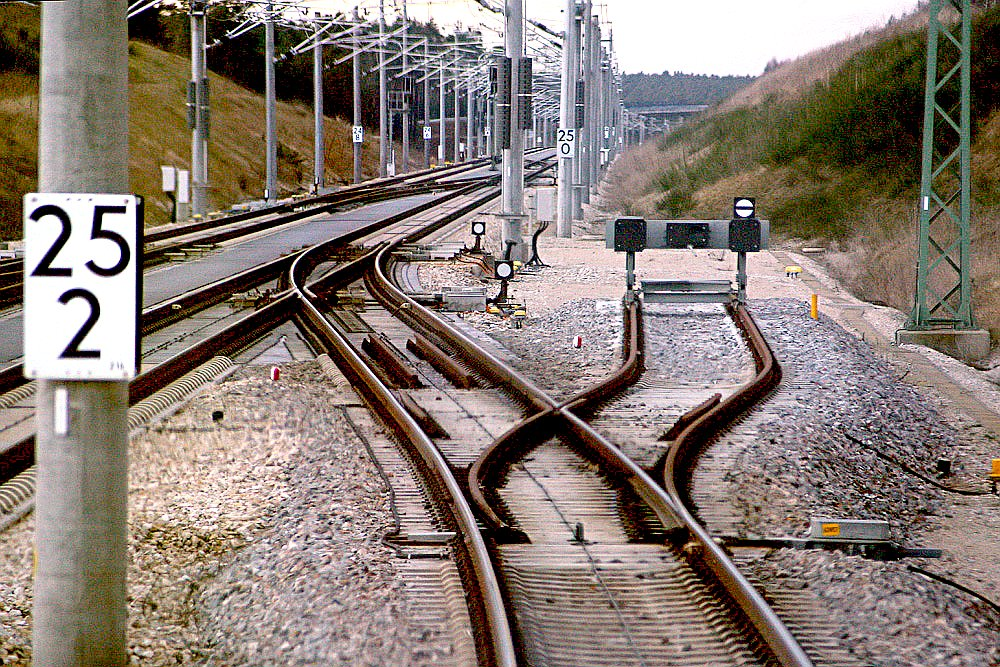
Улавливающий тупик

Ула́вливающий тупи́к (также: поездоулавливатель) — железнодорожный путь, предназначенный для улавливания поезда или группы вагонов, потерявших управление тормозами.
Улавливающий тупик устраивается в конце затяжного спуска, перед станцией, таким образом, чтобы исключить попадание неуправляемого подвижного состава на станцию.
Для остановки подвижного состава в улавливающем тупике используются путевые упоры, тупиковая призма, отсыпка песка или гравия выше уровня головки рельс, создание обратного уклона.